# Орден Светог цара Константина
Орден Светог цара Константина је једностепено одликовање које додељује Свети архијерејски синод Српске православне цркве, домаћим и страним држављанима за допринос слободи вере и људским правима.

## Одликовани
- Филип Вујановић, предсједник Црне Горе (2. јун 2016)[2]
- генерал Љубиша Диковић, начелник генералштаба Војске Србије (6. октобар 2013)[3]
- Сергеј Александрович Манков, генеаолог и сарадник Центра за истраживање православног монархизма (1. јануар 2014)[4]
- Виктор Недопас, амбасадор Украјине у Србији (13. новембар 2013)[5]
- генерал-лајтнант доц. Леонид Петрович Решетњиков, обавештајни официр, историчар, директор Руског института за стратешка истраживања (24. април 2014)[6]
- Маринос Рицудис, капетан Грчке ратне морнарице (23. јануар 2018)[7]
- генерал-потпуковник Милосав Симовић, командант Копнене војске Србије (27. јун 2016)[8]